# Alte Dreherei

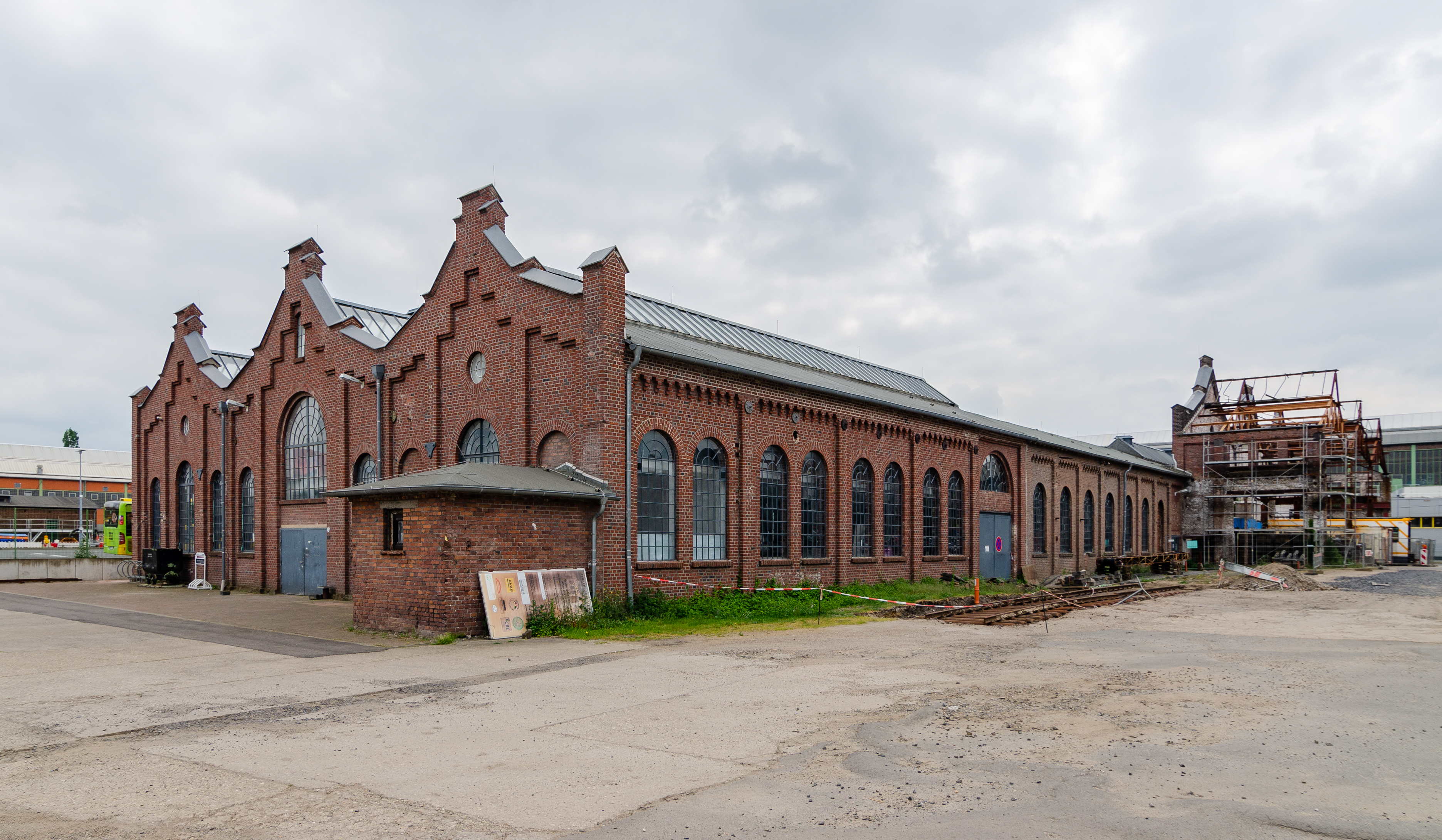
Alte Dreherei (2020)

Die Alte Dreherei ist eine dreischiffige Halle des ehemaligen Eisenbahnausbesserungswerkes Speldorf in Mülheim an der Ruhr.
Sie ist Teil der Route der Industriekultur, Themenroute 15 – Bahnen im Revier.

## Über das ehemalige Ausbesserungswerk

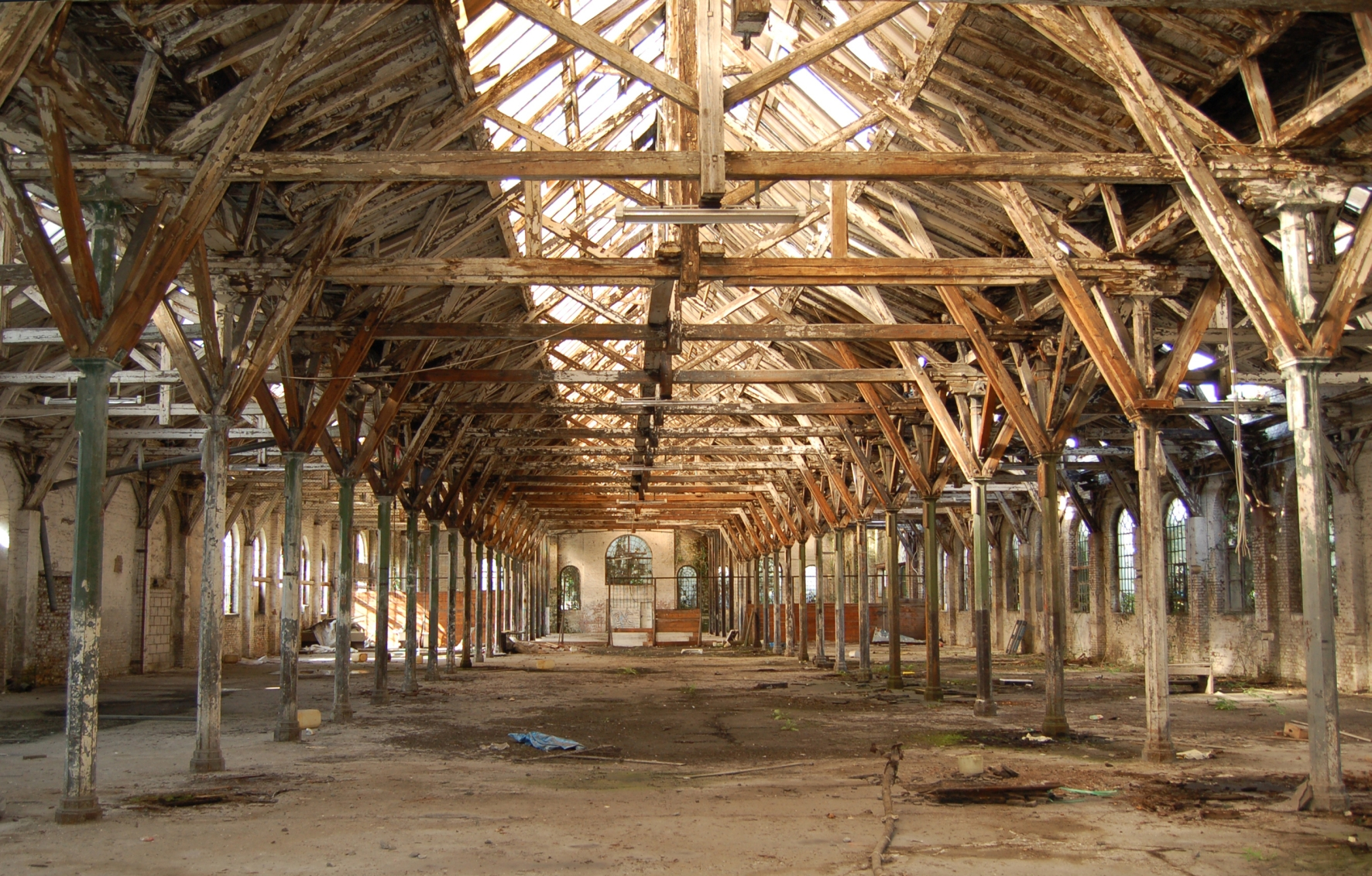
Das Ständerwerk in der Alten Dreherei (2008)

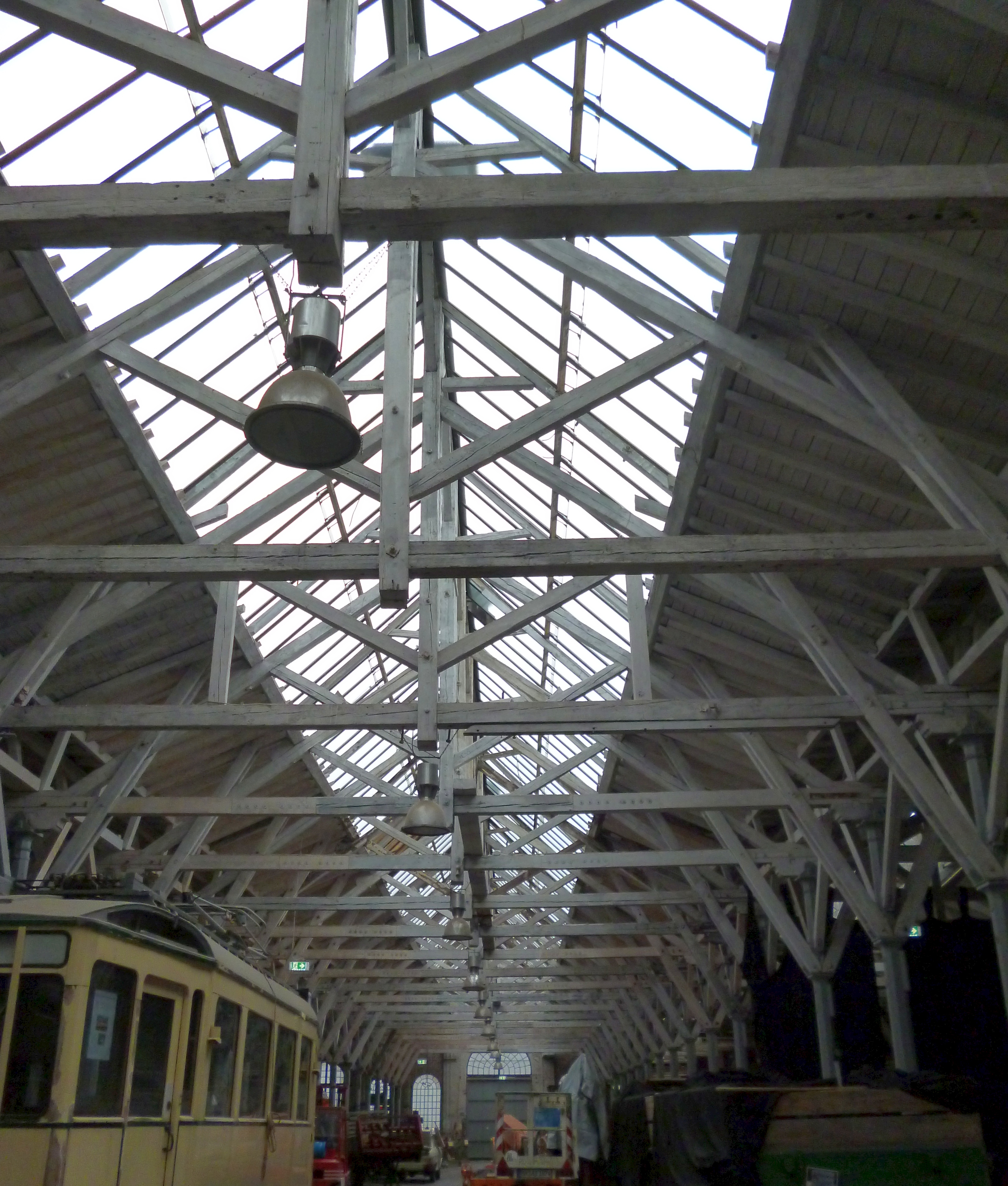
Restauriertes Ständerwerk (2023)

Die Alte Dreherei ist das älteste erhaltene Gebäude des einstigen Ausbesserungswerks. Der 1874 errichtete Backsteinbau mit einer Grundfläche von über 2.000 Quadratmetern ist ein typischer Vertreter der „Industrie-Kathedralen“. Die dreischiffige Halle wurde mit Rundbogenfenstern und einem Stufenfries ausgeführt. Ursprünglich war die Halle 70 Meter lang und 27 Meter breit, wurde aber mit wachsendem Platzbedarf 1909 auf 90 Meter verlängert. Die vollständig aus der Erbauungszeit erhaltene Holzdachkonstruktion besteht aus zwei Reihen von je 22 Stahlstützen, auf denen eine aufwendige, vielteilige hölzerne Hängewerk-Konstruktion sitzt. Nur das Stützgerüst des Verlängerungsbaus von 1909 ist komplett aus Stahl gefertigt. Die Halle wurde zuletzt von der Deutschen Bundesbahn im Rahmen des ehemaligen Ausbesserungswerkes in Mülheim-Speldorf als Dreherei genutzt. Ende März 1959 wurde der Betrieb stillgelegt und die Halle stand bis 2008 leer.
Als Baudenkmal der Industriekultur steht die Alte Dreherei seit 1991 unter Denkmalschutz. Nachdem jahrelang keine Einigung über die Restaurierung und Nutzung des Industriedenkmals zustande gekommen war und die Halle weiteren Schaden an der Bausubstanz genommen hatte, wurde sie 2007 von verschiedenen Ruhrgebietsvereinen ersteigert. 2008 gründete sich ein Trägerverein, der das dazugehörige Grundstück von der Stadt Mülheim für einen Zeitraum von 90 Jahren pachtete. Dieses gemeinnützige Projekt hat es sich zum Ziel gesetzt, die „Alte Dreherei“ für die Nachwelt dauerhaft zu erhalten und einer sinnvollen, gemeinnützigen Nutzung zuzuführen. Als „Haus der Vereine“ soll die Halle ein regionales Begegnungs- und Bildungszentrum, eine vielseitige Ausstellungshalle und ein technisches Museum bieten.
Aus Mitteln der Denkmalpflege sind dazu von der Bezirksregierung Düsseldorf 200.000 € in Aussicht gestellt worden. Ebenfalls unterstützen das Centrum für bürgerschaftliches Engagement e. V. (CBE) sowie viele Unternehmen und Privatpersonen das Projekt Alte Dreherei.
Die noch bestehenden Anlagen des ehemaligen Betriebswerks sind aktueller Bestandteil der „Route der Industriekultur – Bahnen im Revier“. Teil der Route der Industriekultur wird das Museum der Unteren Ruhrtalbahn, welches derzeit mit ersten Exponaten in der Alten Dreherei realisiert wird. Durch das Projekt „Sprechendes Denkmal“ der Deutschen Stiftung Denkmalschutz und WestLotto kann die Alte Dreherei seit Anfang 2022 ihre eigene Geschichte erzählen. Das Abspielen des rund fünfminütigen Podcasts ist durch Scannen des QR-Codes auf der Homepage der Alten Dreherei mit dem Smartphone möglich.

## Haus der Vereine
Die Alte Dreherei ist Treffpunkt folgender Vereine:
- Broicher Bürgerverein e. V.
- Carl F.W. BORGWARD IG e. V.

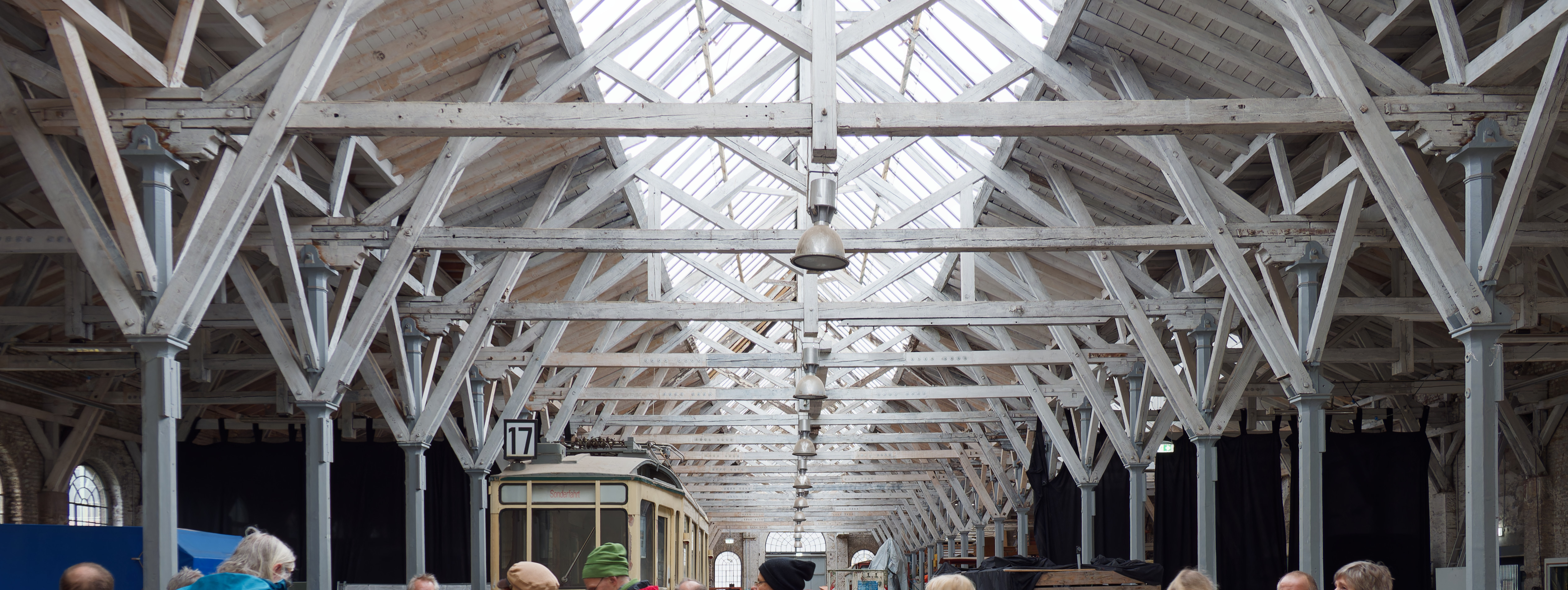
Dachkonstruktion auf gusseisernen Säulen und mit teilweise erhaltenen Glasscheiben

- Broicher Interessensgemeinschaft e. V. (BIG)
- Deutscher Werkbund NW e. V. Sekretariat Ruhr

- Zentrum Modellbahn Wissen (ZMW)
  - Modellbahn- und Eisenbahnfreunde
  - AG Feldbahn
  - Modellbahntechnik aktuell
  - TechnikMedia
  - Modellbahndesign Zurawski

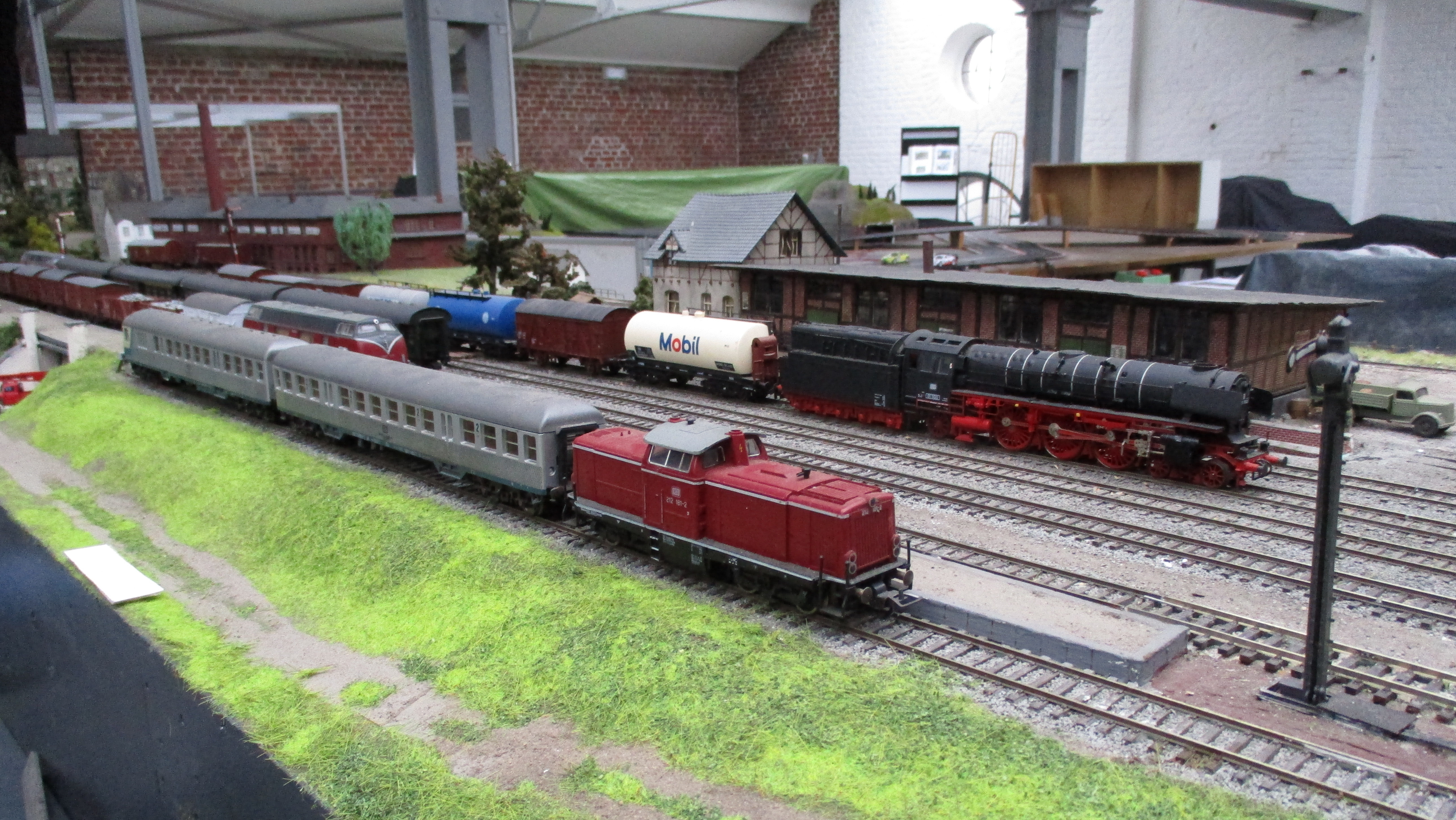
Die Mülheimer Modellbahn der Eisenbahnfreunde kann in der Alten Dreherei besichtigt werden.

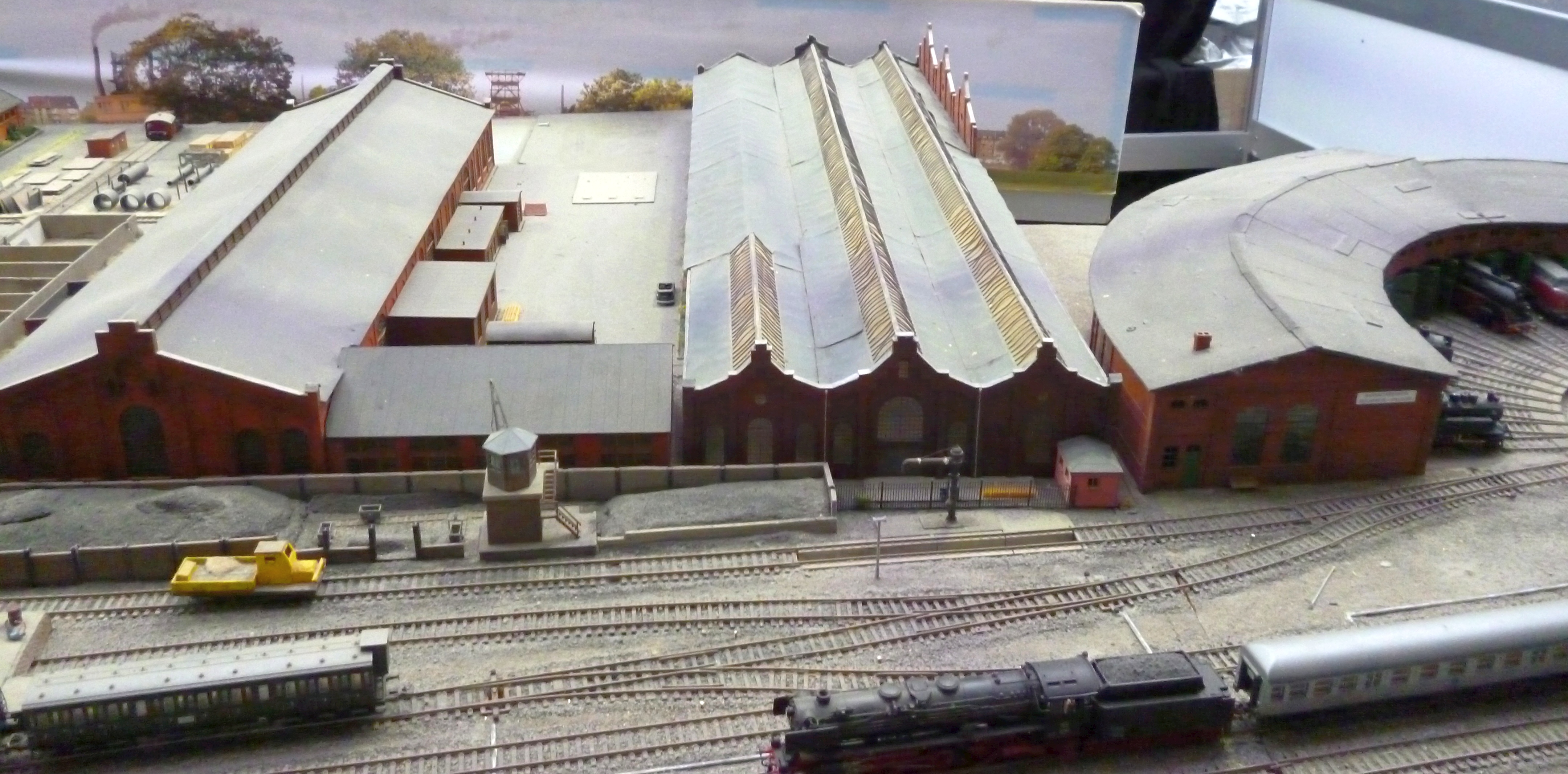
Modell der Alten Dreherei auf der Modellbahnanlage

- ADFC Kreisverband Oberhausen/Mülheim e. V.
- Fanfarencorps Mölmsche Houltköpp 1955 e. V.
- Fotografen in der Alten Dreherei
- Geschichtsverein Mülheim an der Ruhr e. V.
- Imkerverein Mülheim an der Ruhr e. V.
- Kadett B und Olympia A – Club
- KIT-Initiative Mülheim e. V.
- Kreisverband Rasse-Kaninchenzüchter Rhein-Ruhr e. V.
- Mario und Nette e. V.
- Mintarder Oldtimerfreunde
- Mülheimer Bürger Initiativen
- Mülheimer Vogelfreunde e. V.
- Old- und Youngtimerfreunde
- Oldie-Camping-Club Deutschland e. V.
- Pinscher- und Schnauzerklub 1854 e. V. Ruhrtal
- Rassegeflügelzuchtverein 1869/95 Mülheim an der Ruhr
- Regionalverband Bonsai NRW e. V.
- Rolli-Rockers-Sprößlinge e. V.

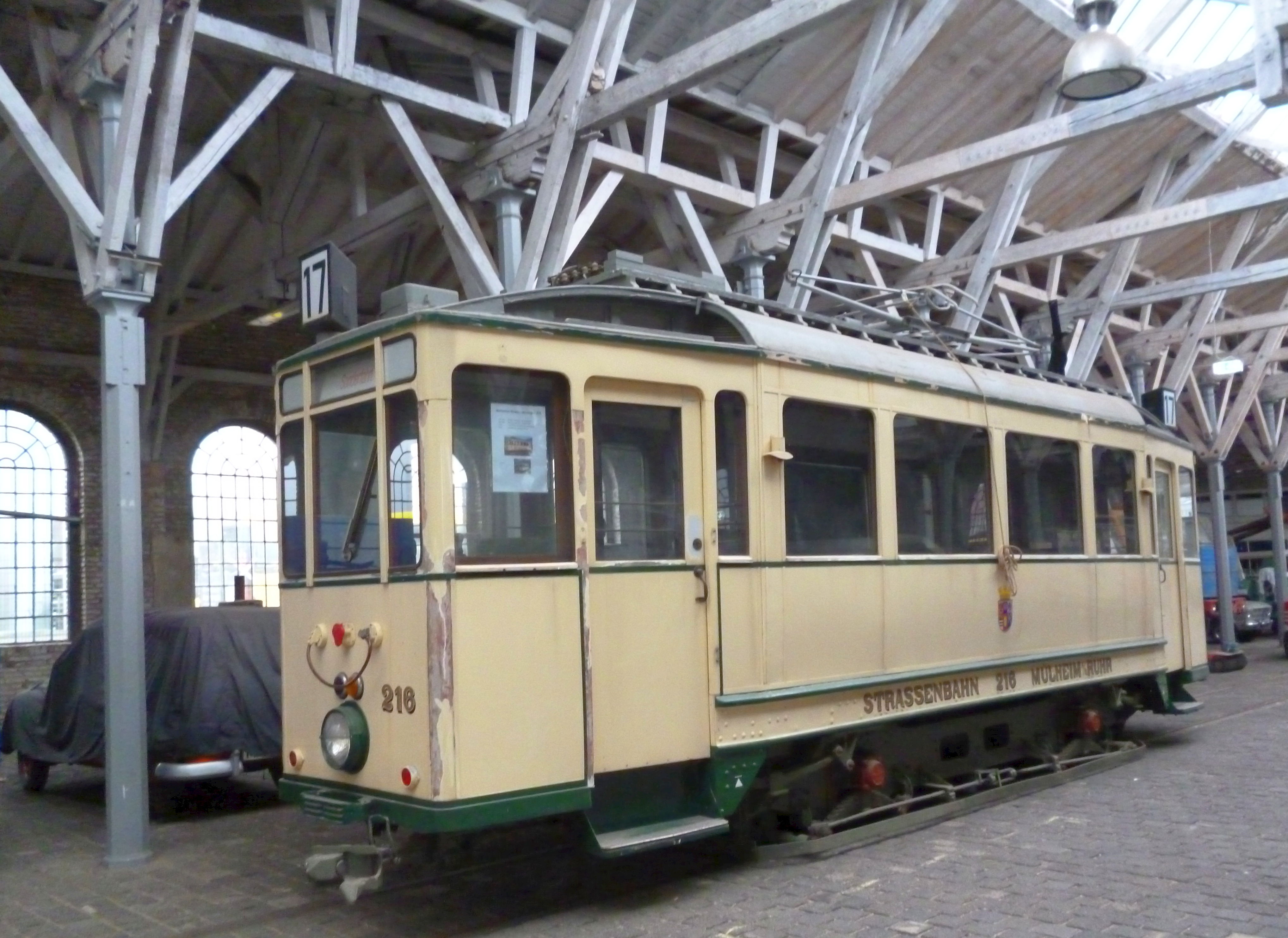
Historische Straßenbahn in der Alten Dreherei

- Verkehrshistorische Arbeitsgemeinschaft VHAG EVAG e. V.
- Schienenverkehr und Montanindustrie
- Traktor- und Unimogfreunde Alte Dreherei

Jeden Dienstag, Donnerstag und Samstag ab 10 Uhr arbeiten Mitglieder, interessierte Bürger und Handwerker an dem Denkmal. Jeder, der Helfen möchte, ist an diesen Tagen willkommen. Fester Bestandteil des Hauses der Vereine sind die Technikausstellung, das Mobilitätszentrum, die Modelleisenbahnanlage der miniaturisierten Stadt Mülheim, regelmäßige Ausfahrten der historischen Schienen- und Straßen-Fahrzeuge, Ausstellungen von Vogelfreunden, Geflügelzüchtern und anderen Vereinen und Firmen.